# Colonia Valdense

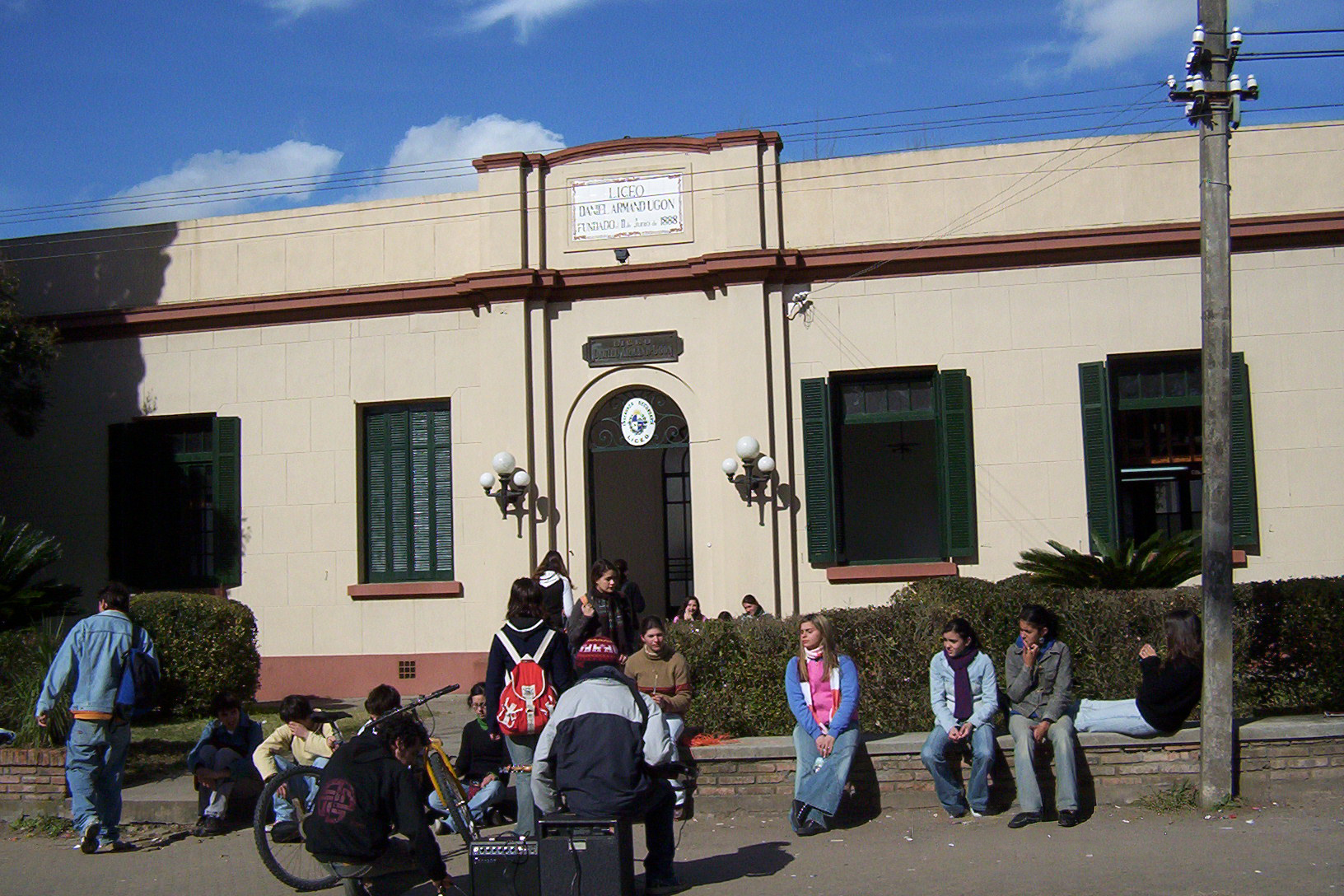
Vista del Liceo Daniel Armand Ugón.

Colonia Valdense es una ciudad uruguaya del departamento de Colonia, y es sede del municipio homónimo. Se encuentra inmersa en una de las zonas más desarrolladas del sur del Uruguay, conocida por su producción agrícola ganadera y de productos lácteos.

## Ubicación
La localidad se encuentra situada en la zona sureste del departamento de Colonia, sobre la cuchilla Sarandí, entre el arroyo Sarandí Grande y el río Rosario, junto a la ruta 1 en su km 121. Dista 67 km de la ciudad de Colonia del Sacramento, 5 km de Nueva Helvecia y 121 km de Montevideo.

## Historia

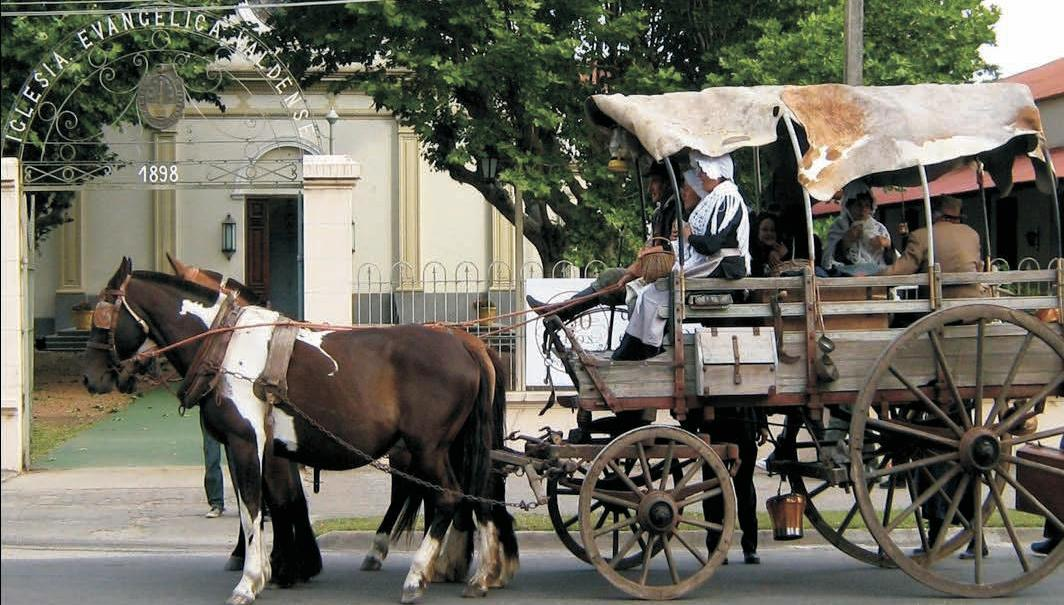
Desfile en carros y ropas típicas durante los festejos de los 150 años de la migración valdense al Río de la Plata.

Surgió en los años 1856-58, cuando un grupo de 11 inmigrantes piamonteses llegaron al Uruguay provenientes de Villar Pellice en la parte alta del valle del Pellice, en busca de una vida mejor para ellos y sus hijos. Tomó su nombre de Pedro Valdo, francés fundador del movimiento religioso conocido como los Valdenses, al que pertenecían estos primeros inmigrantes. Sin embargo, los primeros inmigrantes no se establecieron inmediatamente en el departamento de Colonia, sino que el primer punto de llegada fue el departamento de Florida, y desde allí se trasladaron, después de una breve estadía, a la zona del Rosario Oriental, fundando allí el 17 de octubre de 1858 Villa La Paz (cuna de la colonización agrícola).
Desde entonces fueron llegando en sucesivas oleadas inmigrantes escapados de la miseria y del hambre dejado por las varias guerras que asolaron el norte de Italia, en donde se encuentran los Valles Valdenses. La ocupación territorial se amplió, formándose los pueblos de Colonia Valdense, Colonia Cosmopolita, Artilleros, Ombúes de Lavalle, Riachuelo, Rincón del Sauce, San Pedro y Tarariras-Quinton, en los departamentos de Colonia y Soriano.
El 12 de noviembre de 1951, por ley se declaró pueblo Valdense al núcleo de población del departamento de Colonia conocido como Colonia Valdense. Posteriormente en 1982, recupera su denominación anterior, Colonia Valdense y es declarada ciudad por ley 15323 del 24 de septiembre de ese año.

## Puntos de interés

### LiceoDaniel Armand Ugon
Fundado el 11 de junio de 1888, fue el primer instituto de educación secundaria en el interior del Uruguay. A él asistían alumnos que venían en autobuses fletados desde La Paz, Rosario, Nueva Helvecia, Juan Lacaze, y hasta de Ecilda Paullier, del departamento de San José, además de los que llegaban a caballo, charretín o bicicleta desde las fincas de la zona.

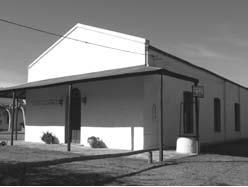
Edificio del museo de la migración Valdense al Río de la Plata.

Entre 1888 y 1926 el liceo funcionó en calidad de una institución privada con el nombre de Liceo Evangélico Valdense, si bien contó con apoyo financiero estatal desde 1896. En 1929 recibe el nombre de "Liceo Daniel Armand Ugon". Como parte de las conmemoraciones del centenario de la Jura de la Constitución, en 1930, se inaugura el local donde funciona actualmente.

### Templo Valdense
El Templo de la iglesia Valdense fue construido, en el sitio actual, en 1898.

### Museo Valdense
El Museo Valdense se creó en la Conferencia Anual de Iglesias de 1926 a los efectos de "reunir todos los
objetos que signifiquen o recuerden algo de los usos y costumbres de los Valdenses, así
como documentos y escritos que sirvan para informar la historia de estas colonias y también
toda clase de monedas y medallas que tengan algún significado histórico"... Ubicado en
1927 en una de las salas laterales del templo de Colonia Valdense, el número de objetos fue
aumentando gradualmente con el tiempo. Y ahí estaban, cuando en 1967 los antiguos
salones del histórico edificio lateral al templo encontraron un destino por cierto muy adecuado, albergar la colección de objetos históricos de estas colonias piamontesas.

### Parque 17 de Febrero
A la orilla del Río de la Plata, a 14 km del centro de Colonia Valdense, entre Los Pinos y Playa Fomento, se encuentra el Parque Forestal, Centro de Campamentos, Actividades Recreativas y Capacitación. Pertenece a la Iglesia Evangélica Valdense. Su nombre recuerda el Edicto de Emancipación en el cual el Rey Carlos Alberto de Saboya proclamó, en 1848, que los Valdenses podían gozar de todos los derechos políticos y civiles de los demás ciudadanos, en Italia.

### Hogar para ancianos
Actualmente existes dos hogares para ancianos, el primero de ellos, a cargo de la Iglesia valdense, fue inaugurado en 1933. 
El segundo, bajo una gestión particular es de los años 70, y funciona en el local que fuera un hotel sobre la Ruta 1 (Uruguay).

### Centro Emmanuel
El Centro Emmanuel, dedicado a la realización de retiros espirituales en un ambiente ecuménico, cursos de capacitación para pastores y laicos de varias iglesias protestantes, estudios bíblicos, y más recientemente dedicada también al desarrollo de una "granja mostrativa" de cultivos orgánicos, con producción de quesos orgánicos, fue fundada, en el transcurso de la Semana Santa de 1995, por la Sra. Yvonne Galland, viuda del pastor Emmanuel Galland.

## Gobierno
En 2013 se creó el municipio de Colonia Valdense. Decreto Departamental Nº014/2013 del 22 de marzo de 2013.

## Población
| Gráfica de evolución demográfica de Colonia Valdense entre 1963 y 2011 |
|                                                                        |
| INE - elaboración gráfica de Wikipedia                                 |

## Habitantes destacados
- Miguel Morel, primer pastor valdense en la localidad.
- Daniel Armand Ugon,  (Torre Pellice, 18 de septiembre de 1851 - Colonia Valdense, 23 de agosto de 1929), pastor valdense enviado en el Río de La Plata, donde ayudó a desarrollar culturalmente, materialmente y espiritualmente la Iglesia Valdense en Uruguay y Argentina.
- Juan Medina, coronel del Partido Nacional, establecido en Colonia Valdense después de la llamada Paz de Abril (1872). La mansión solariega que ocupaba, actual Hogar Infantil, era frente a la casa de Bartholomé Griot donde se instaló en 1888 el primer Liceo Valdense.  Fue el primer juez de paz de la zona, estableciendo su oficina en Villa La Paz (Colonia Piamontesa) luego de haberla tenido por algún tiempo en zona central de la colonia.
- Alice Armand Ugón (Colonia Valdense, 15 de enero de 1887- Montevideo, 17 de agosto de 1992), médica pediatra.

## Ciudad hermanada
- Piamonte, Italia